# 胡剌可汗
胡剌可汗（?—?），名楷落，是契丹遥辇氏的第三任可汗。
天宝五年（746年），唐朝封为恭仁王，代松漠都督，遂称契丹王。在位直至安史之乱爆发后。之后唐朝和契丹都衰落了，虽然仍有冲突，从李尽忠以来唐朝与契丹半个世纪打打停停的大规模战争基本结束。辽国建立后，胡剌可汗的子孙为遥辇九帐之一。
因唐朝曾赐契丹酋长姓李，故遥辇楷落也可以称为李楷落。肃宗时期著名将领李光弼之父李楷洛虽然也是契丹酋长，但一般认为他和遥辇楷落不是同一人。